# Charles Tomlinson
Alfred Charles Tomlinson  (Stoke-on-Trent, Staffordshire, 8 de enero de 1927 - Gloucestershire, 22 de agosto de 2015) fue un poeta, crítico de arte, ensayista, traductor, editor y profesor universitario británico. Miembro de la Royal Society of Literature desde 1974, fue elegido también miembro de la Academia Estadounidense de las Artes y las Ciencias en 1998.

## Biografía
Charles Tomlinson era hijo de Alfred Tomlison y May Lucas y vivió en Stoke-on-Trent, condado de Staffordshire. Después de graduarse por la Longton High School, ingresó en Queens' College de Cambridge. En esta etapa se familiarizó con autores alemanes como Schiller, Heine, Kleist, Büchner, Rilke o Nietzsche. También se apasionó por la estilística del genial Ezra Pound y la estela de poetas norteamericanos como William Carlos Williams, Louis Zukofsky, Marianne Moore, George Oppen, etc.
Una vez graduado, en 1948, se casó con Brenda Raybould, quien se convertiría en su asistente literaria.
Durante tres años fue maestro de una escuela primaria en Camden Town. En 1951 partió para Italia con su esposa, donde ella trabajó como secretaria del crítico de arte y biógrafo Percy Lubbock. Al regresar de Italia, en 1957, fue contratado como profesor asistente (conferenciante) en la universidad Royal Holloway de Londres. Más tarde, en 1982 ingresó como profesor titular en la Universidad de Brístol, donde permaneció durante diez años.

## Obras

### Colecciones de poesía
- Sonnets, Newman Press, 2010,
- New Collected Poems: Charles Tomlinson, Carcanet Press Ltd, 2009,
- Skywriting, Oxford Poets, 2003,
- The Vineyard above the Sea, Carcanet Press Ltd, 1999,
- Selected Poems, 1955-1997, New Directions Publishing, 1997,
- Jubilation, Oxford University Press, États-Unis, 1995,
- The Door in the Wall, Oxford University Press, États-Unis, 1992,
- Annunciations, Oxford University Press, États-Unis, 1989,
- Translations,  Oxford University Press, États-Unis, 1989,
- Collected Poems, Oxford University Press, 1988,
- The Return, Oxford University Press, États-Unis, 1987,
- Collected Poems: 1951-1981, Oxford University Press, 1986,[10]
- Written on Water, Oxford University Press, États-Unis, 1985,
- Notes from New York and Other Poems, Oxford University Press, États-Unis, 1984,
- Airborn/Hijos del Aire, co-écrit avec Octavio Paz, Anvil Books, 1981,
- The Flood, Oxford University Press, États-Unis, 1981,
- The Shaft, Oxford University Press, 1978,
- Selected Poems 1951-1974, Oxford University Press, 1978,
- The Way In And Other Poems, Oxford University Press, 1974,
- The Necklace', Fantasy Press, 1955, Oxford University Press,1966,
- American Scenes and Other Poems, Oxford University Press, 1966,
- Seeing Is Believing, McDowell, Obolensky, 1958,
- Relations and Contraries, Hand and Flower Press, 1951.

### Obras gráficas
- In black & white: The graphics of Charles Tomlinson, Carcanet New Press, 1976,

### Ensayos
- Experimental Essays, Palala Press, 2016
- Essays, Old and New (Classic Reprint), Forgotten Books, 2016,
- Introduction to the Study of Natural Philosophy, Palala Press, 2016,
- Smeaton and Lighthouses, a Popular Biography, Palala Press, 2016,
- The Literary History of the Divine Comedy, Palala Press, 2015,
- The Barlow Lectureship on Dante. the Literary History of the Divine Comedy, Palala Press, 2015,
- Winter in the Arctic Regions and Summer in the Antarctic Regions, Palala Press, 2015,
- The Sonnet; With Original Translations from the Sonnets of Dante, Petrarch, Etc., and Remarks on the Art of Translating, The classics.Us, 2013,
- Dante, Beatrice, and the Divine Comedy, Sagwan Press, 2013,
- American Essays, Carcanet Press Ltd, 2001,
- The Sense Of The Past: Three Twentieth Century British Poets: Delivered On 21 October, 1982, Universidad de Liverpool, 1983,
- Poetry And Metamorphosis, Cambridge University Press, 1983,
- Some Americans: A Personal Record, University of California Press, 1981,

### Traducciones
- The Collected Poems of Octavio Paz: 1957-1987 (Bilingual Edition), New Directions, 1987,
- A Vision of Hell: The Inferno of Dante, Kessinger Publishing, 1977,
- Versions,  de Fyodor Tyutchev. Oxford University Press, 1960,

## Premios y reconocimientos
- 2004 : Premio de Poesía Attilio Bertolucci,[11]
- 2003 : Premio New Criterion Poetry por Skywriting ,
- 2001 : Premio italiano Premio Internati onale Flaiano per la Poesia ,
- 1998 : Miembro de la Academia Estadounidense de las Artes y las Ciencias ,
- 1993 : Premio Bennett ,
- 1979 : Premio Cholmondeley ,
- 1968 : Premio Frank O'Hara,[12]
- 1961 : Ganador de la Union League y del Premio de Poesía Cívica y Artística [13]